# Leiothrix (animal)
Leiothrix es un género de aves paseriformes de la familia Leiothrichidae, cuyos miembros son endémicos del sureste de Asia. Sus vistosos colores y complejos cantos los han convertido en apreciadas aves de jaula.
El género contiene dos especies:
- Leiothrix argentauris - leiotrix cariblanco;
- Leiothrix lutea - leiotrix piquirrojo.